# Floresta (Buenos Aires)
Floresta é um bairro da cidade argentina de Buenos Aires.
É um bairro tradicionalmente de classe média ou alta, onde fica localizado o estádio do Club Atlético All Boys. Foi também a casa original do Vélez Sársfield.
Foi nomeada assim, devido à uma locomotiva chamada La Floresta. O bairro se desenvolveu após a chegada à área da primeira linha ferroviária da Argentina, em 1857.
Avellaneda Park, a mais importante do bairro, foi construída em 1914, em razão de que pertencia a um mosteiro. Um imigrante italiano, Felix Barabino, construiu sua casa em Floresta e vangloriava-se de ter a mais imponente residência do bairro na época. Hoje, ela é a casa da Sociedade Cultural e Histórica de Floresta, que mantém uma valiosa biblioteca lá.

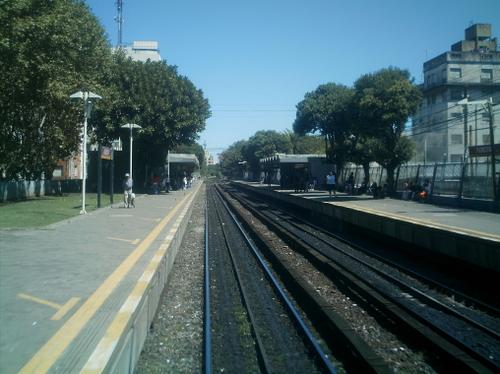
Estação de trem em Floresta